# Carte de Piri Reis

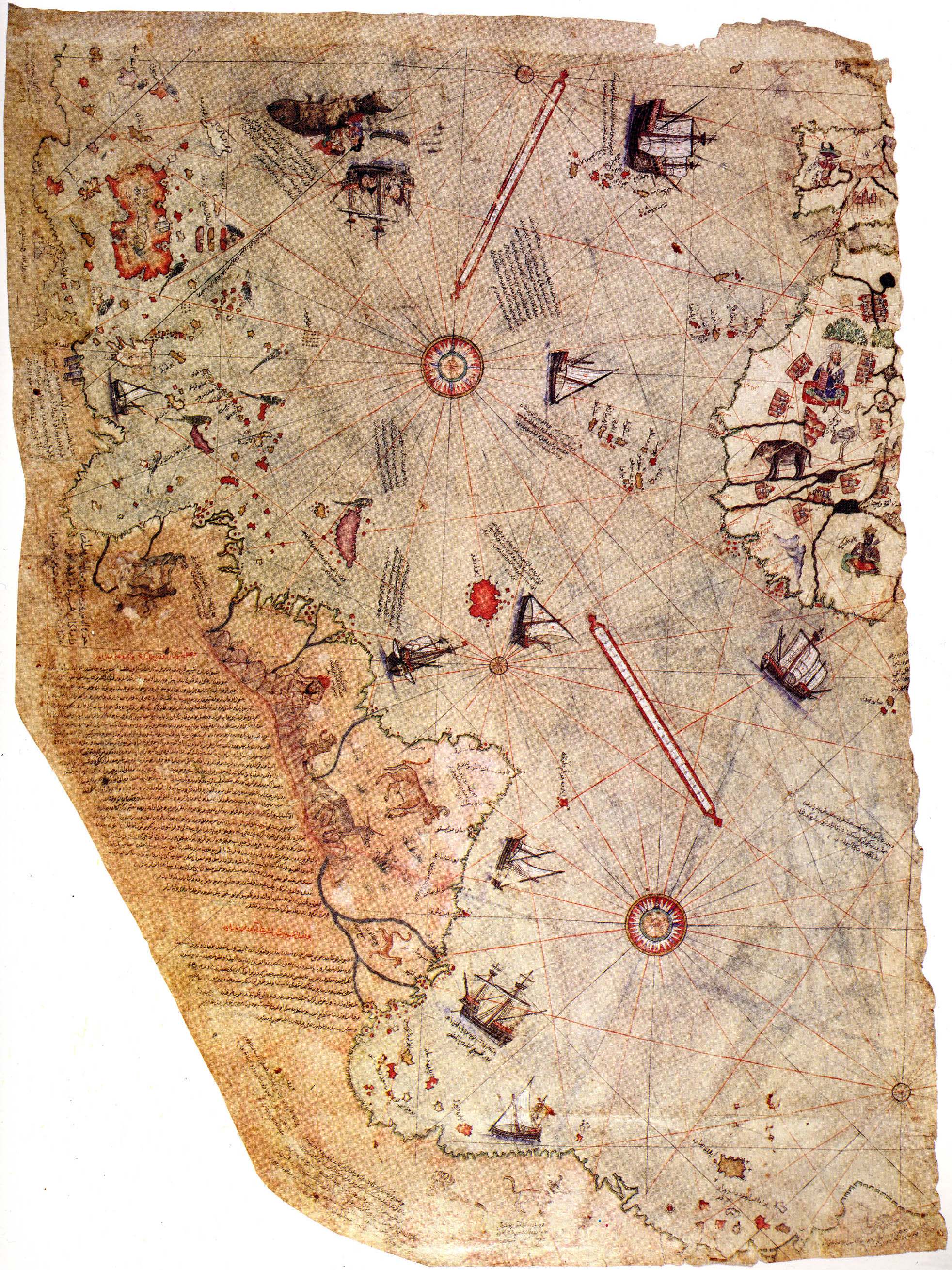
La carte de Piri Reis restaurée.

La carte de Piri Reis est une carte ancienne, découverte en 1929 lors de la restauration du palais de Topkapı à Istanbul. Elle est attribuée à l'amiral et cartographe ottoman Piri Reis qui l'aurait tracée en 1513. Dessinée sur une peau de gazelle, elle détaille les côtes occidentales de l'Afrique et les côtes orientales de l'Amérique du Sud.

## Principales caractéristiques de la carte
La carte de Piri Reis n'est que le fragment d'une carte trois fois plus grande représentant le monde connu à l'époque à laquelle elle a été réalisée, et dont le reste est aujourd'hui perdu ; ne subsiste ainsi que la partie concernant l'océan atlantique. Selon son colophon, cette carte fut réalisée en 1513. Piri Reis indique dans ses ouvrages l'avoir offerte à Sélim Ier lors de son séjour au Caire, c'est-à-dire en 1517.
L'amiral turc dit s'être inspiré d'une vingtaine de cartes, allant de cartes antiques grecques à une carte établie par Christophe Colomb, ou encore à celles établies par d'autres navigateurs portugais. Il s’agit d’une carte très complète pour l'époque.
L'une des caractéristiques de cette carte est la figuration détaillée d'une côte connectée à la zone australe de l'Amérique du Sud, dont certains disent qu'elle ressemble à la côte de l'Antarctique, continent qui n'a été découvert officiellement qu'en 1818. Cette interprétation est soutenue notamment par Charles Hapgood, professeur américain d'histoire des sciences, dans son livre Cartes des Anciens Rois des Mers. Certains auteurs considèrent la carte comme un « OOPArt », estimant qu'elle a été réalisée 300 ans avant la découverte de l'Antarctique et qu'elle montre la côte telle qu'elle se présente sous la glace (ce qui ferait remonter les informations à 10 000 ans). Des études scientifiques remettent en question cette interprétation (lire infra).

## Interprétations pseudo-scientifiques
La carte de Piri Reis a excité l’imagination de beaucoup de monde, ce qui a contribué à la discréditer aux yeux des scientifiques : certains l’ont considérée comme un faux grossier établi au plus tôt au XVIIIe.
Les théories les plus folles sont nées après la Seconde Guerre mondiale, principalement sous la plume d’auteurs américains :
- Après 1945, la Marine américaine cartographie les côtes de l'Antarctique à l'aide de sonars qui déterminent les côtes terrestres continentales et les différencient ainsi des glaces polaires. En 1953, l’officier A. Mallery compare le relevé avec la carte de Piri Reis et conclut que la côte sud-américaine est similaire à la côte antarctique continentale.

- Quelques années plus tard, le professeur Charles Hapgood de l’université catholique de Springfield College, diplômé d'histoire médiévale et moderne d'Harvard, est interpellé par la question d'un élève sur les origines du monde et la légende du continent Mu. Il se met à chercher des preuves de l'authenticité de cette légende. Il s’intéresse à la carte de Piri Reis et aux relevés marins de la Navy. Il en vient à la conclusion que seul un cataclysme à l'échelle de la planète a pu faire disparaître un continent de manière brutale. Pour lui, les plaques tectoniques se sont déplacées de plusieurs milliers de kilomètres faisant ainsi sombrer le continent Mu au sein de la croûte terrestre (ce qui va à l'encontre des théories établies). Il cherche ensuite à trouver des traces de ce continent perdu : il les retrouve dans l’Atlantide et dans les légendes liées au Déluge, rapportées par différentes religions (égyptienne, chrétienne, tibétaine, etc.). Son livre Cartes des Anciens Rois des Mers remet en cause le darwinisme et réhabilite les fois religieuses et le créationnisme. Il rencontre un très grand succès aux États-Unis et est traduit en plusieurs langues dont le français.

Aucune de ces thèses n'est cautionnée par la communauté scientifique ; toutefois, le fait qu'Albert Einstein ait préfacé le premier livre de C. Hapgood, dans lequel il échafaudait sa théorie des plaques tectoniques, réussit à rendre crédible son hypothèse aux yeux du grand public. Continuant son œuvre de réhabilitation des écrits bibliques, Hapgood se tourne ensuite vers le paranormal et la foi en Jésus-Christ, publiant des ouvrages avec un médium célèbre. 
- À la suite du succès de ses ouvrages, C. Hapgood entre en correspondance avec son lectorat. Il se met ainsi en rapport avec Rand Flem-Ath (en), qui publie When the Sky Fell[N 5], et avec Colin Wilson, auteur de The Atlantis Blueprint[N 6], dans lequel il aborde la question de l'Atlantide.

- Jacques Bergier[N 7] affirme que la carte n'a pu être établie qu'à partir d'engins volants, soutenant ainsi la thèse de l'origine extraterrestre.

- Ces thèses sont relayées sur internet par des sites défendant l’existence d’un complot extraterrestre[N 8] et sur lesquels on peut encore lire que les mesures précises de distances entre les continents américain et africain impliqueraient la connaissance des longitudes. Ceci serait troublant puisque les longitudes ne seront officiellement mesurées qu’à partir du XVIIIe siècle.

La carte est abondamment citée et commentée dans l'ouvrage de Gavin Menzies, 1421, the year China discovered the world, qui y voit une réutilisation des données cartographiques recueillies par la flotte chinoise de l'amiral eunuque Zheng He entre 1421 et 1423, sur ordre de l'empereur Zhu Di. Cette flotte, scindée en plusieurs escadres, aurait réalisé une véritable circumnavigation.

## Approches scientifiques

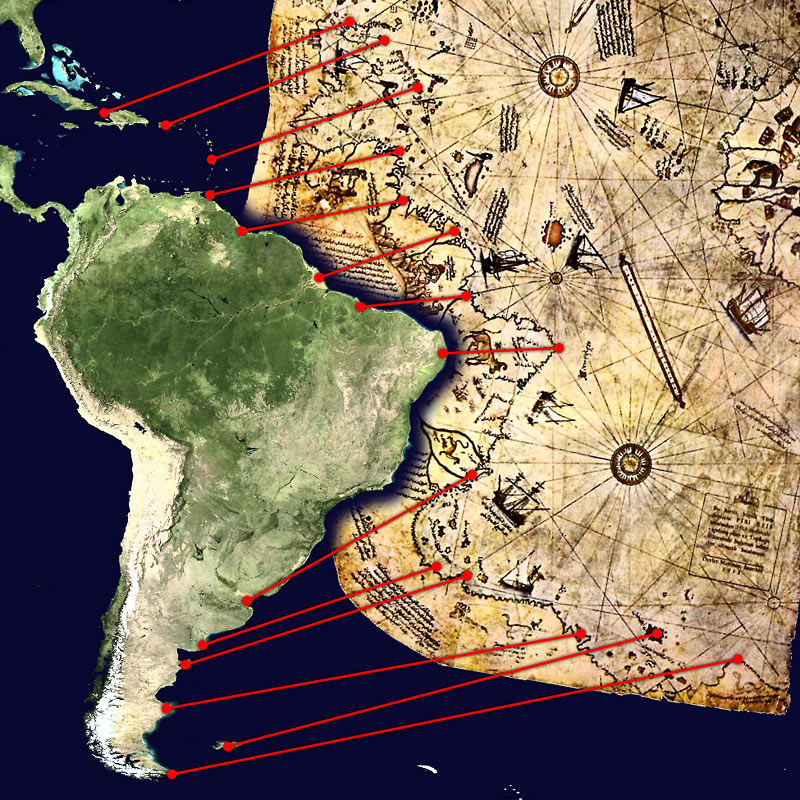
Interprétation possible de la partie sud de la carte de Piri Reis.

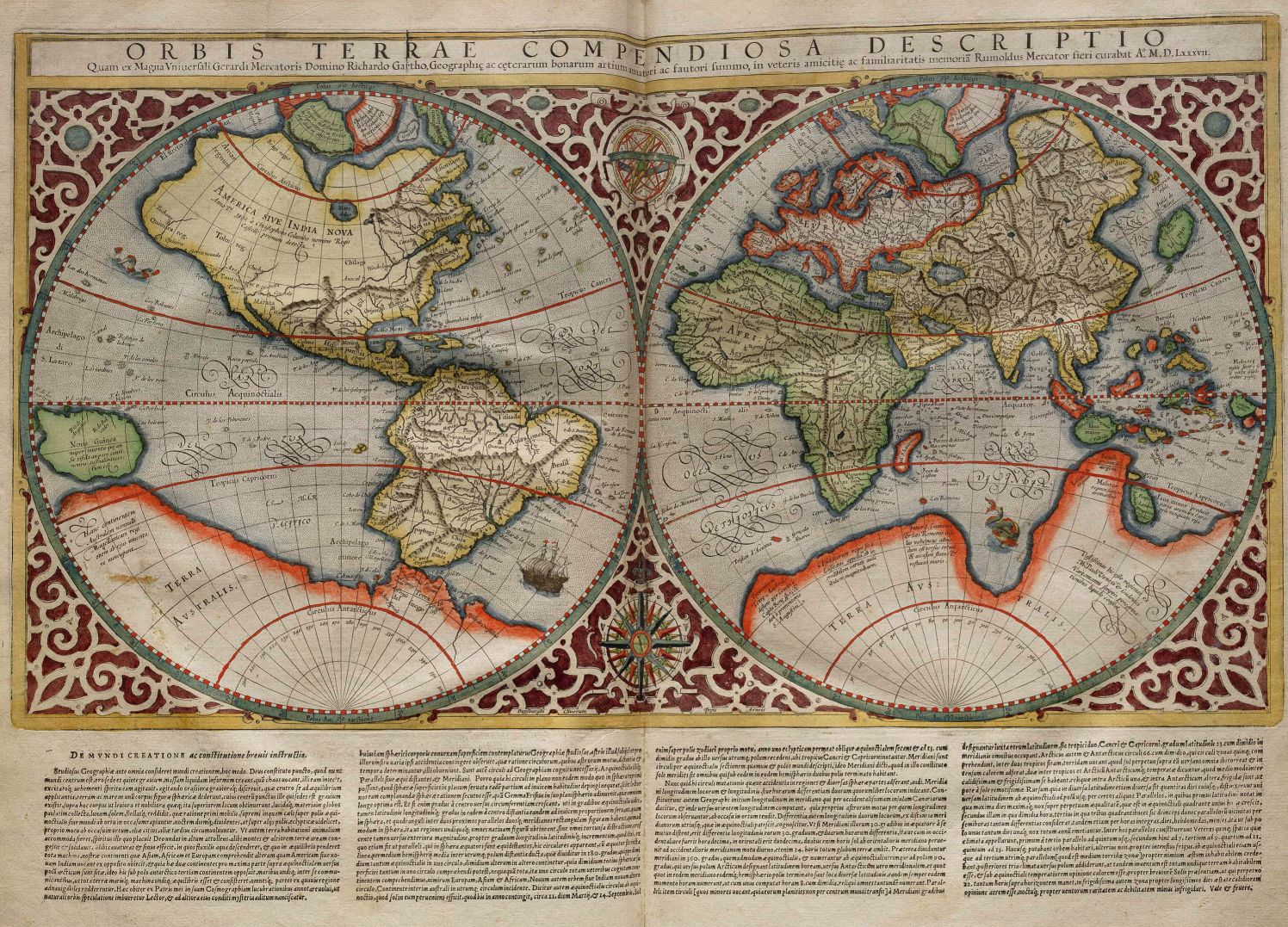
Terra australis sur la carte de Mercator.

Différentes études scientifiques discréditent les interprétations faisant intervenir des phénomènes paranormaux. Leurs auteurs (dont Steven Dutch, Gregory C. McIntosh et Diego Cuoghi) insistent notamment sur le fait que les tenants d'une origine paranormale exagèrent fortement la précision de la carte, ne tiennent pas compte des notes présentes sur celle-ci (qui indiquent en partie les sources utilisées par Piri Reis et donnent le nom de différents lieux), et que la représentation d'un hypothétique continent austral était une convention graphique à cette époque.
Le continent qui figure en bas de la carte de Piri Reis est ainsi interprété comme représentant la côte sud du Brésil, de l'Uruguay et de l'Argentine, voire comme une fiction dont la ressemblance avec l'Antarctique est à la fois très discutable (le passage de Drake, pourtant large de plus de 600 km, y est par exemple omis) et serait une coïncidence.
Les expertises scientifiques de la carte apportent de nouvelles hypothèses d'interprétation. La carte ne montre pas de longitudes, pas plus que l'Antarctique, et encore moins les Andes. Le support de la carte a été daté par le carbone 14 et il remonte bien au XVIe siècle. L'encre a également été testée chimiquement et date aussi du XVIe siècle. Tous ces tests ont été effectués par W. McCrone, spécialiste qui a déjà travaillé sur le suaire de Turin.
La carte de Piri Reis est donc authentique et montre que les Turcs, bien qu'étant loin de l'océan Atlantique et de l'Amérique, se tenaient au courant des dernières découvertes de l'époque.